# Волошка дніпровська
Воло́шка дніпро́вська (Centaurea borysthenica) — трав'яниста рослина родини айстрових.

## Ботанічний опис
Дворічна рослина. Стебла прямостоячі, 25-120 см висоти, поодинокі або в скупченні від 2 до 5. Внизу округлі, вгорі ребристо-борознисті, по ребрах більш-менш шорсткі, на всьому протязі негустошерстисто-павутинисте. Прикореневі і нижні стеблові листки черешкові, перисто- або двічі перисторозсічені, відтягнутими на верхівці в коротеньке вістря. Середні і верхні листки сидячі, перисторозсічені іноді з 1-2 зубцями біля основи. Верхівкові листки цілісні, лінійні або вузьколінійні. Всі листки шорсткі. Суцвіття — кошик. Колір квітки — світло-пурпуровий.

## Екологія
Росте на річкових пісках, рідко на гранітних відслоненнях (особлива форма).

## Поширення
Волошка дніпровська — ендемічний вид для піщаних ґрунтів басейну Дніпра та Південного Бугу.

## Охорона
Вид занесений до червоної книги Волинської та Кіровоградської області.